# Макаев, Энвер Ахмедович
Энве́р Ахме́дович Мака́ев (28 мая 1916, Москва — 30 марта 2004, Москва) — советский и российский лингвист, доктор филологических наук (1964), профессор (1971). Труды по германским, индоарийским и другим индоевропейским языкам, общим проблемам индоевропеистики, общей теории языка; активная педагогическая деятельность.

## Биография
Окончил немецкое отделение (1937) и аспирантуру 1-го МГПИИЯ, преподавал в этом институте (1938—1960). Кандидатская диссертация на тему «Семантика падежей готского языка» (1940), докторская диссертация — «Вопросы сравнительно-исторической морфологии германских языков» (1964, по совокупности работ). В 1954—1976 работал в секторе германских языков Института языкознания АН СССР.
Похоронен в Москве на Даниловском мусульманском кладбище.

## Вклад в науку
Основные научные интересы были связаны с историей грамматического строя германских языков; участвовал в подготовке коллективной «Сравнительной грамматики германских языков», внёс существенный вклад в изучение языка скандинавских рунических надписей. Занимался также историей санскрита, армянского, кельтских языков и относительно менее традиционной проблематикой описания индоевропейских языков с точки зрения ареальной лингвистики. Для отечественной лингвистики 1960—1970-х гг. большое значение имели его работы по общей морфологии, в которых затрагивались проблемы структуры слова, а также обсуждались принципы и задачи морфонологии.
В области общего языкознания исследовал, главным образом, проблемы системности в языке и уровней языка. Для его подхода характерно сочетание классической компаративистской проблематики с некоторыми идеями структурной лингвистики (в духе А. И. Смирницкого и ряда представителей Ленинградской грамматической школы). На фоне общего ухудшения научного уровня традиционной советской лингвистики 1970—1980-х гг. его работы выгодно отличались эрудицией, внутренней культурой и фактологической достоверностью.
Является автором учебных пособий по истории языкознания и общему языкознанию; большой популярностью пользовались его лекции в Институте языкознания РАН.
Высоко ставил его А. Ф. Лосев.

## Основные работы
- Краткий курс истории языкознания. М., 1951.
- Проблемы индоевропейской ареальной лингвистики. М.-Л., 1964.
- Язык древнейших рунических надписей: Лингвистический и историко-филологический анализ. М., Наука, 1965. — 155 с.
  - Перевод на английский язык: Stockholm, 1996.
  - Язык древнейших рунических надписей (лингвистический и историко-филологический анализ). Изд. 2-е, стереотипное / Под ред. М. С. Кожуховой. М.: Едиториал УРСС, 2002. — 156 с.
  - 3-е изд. 2009;
  - стереот. изд. 2017;
- Система и уровни языка. М., 1969;
- О статусе морфонологии и единицах её описания // Единицы разных уровней грамматического строя языка и их взаимодействие. М., 1969, 87—119 (соавтор: Е. С. Кубрякова);
- Структура слова в индоевропейских и германских языках. М., 1970[6];
- Общая теория сравнительного языкознания. М., 1977. (2-е изд. 2004)